# Hypocrea patella
Hypocrea patella är en svampart som beskrevs av Cooke & Peck 1878. Hypocrea patella ingår i släktet svampdynor och familjen Hypocreaceae.   Inga underarter finns listade i Catalogue of Life.